# 수명로
수명로(Sumyeong-ro)는 서울특별시 강서구 내발산동(발산1동)에 있는 서울특별시의 도로로, 총 연장은 1.527 km이다. 이름이 유래된 것은 주변에 수명산이 자리하고 있기 때문에 그렇게 부여되었다.

## 역사
- 2010년 6월 30일 : 도로명으로 수명로를 고시

## 주요 경유지
- 강서구
  - 내발산동

## 접촉하는 도로
- 직결 : 마곡중앙로
- 교차 : 남부순환로 (서울특별시도 제92호선)

## 주요 건물 및 시설
- 하버드아카데미 (수명로 31/내발산동 754-2)
- 발산신성프라자 (수명로 72/내발산동 750-6)
- 발산시티타워 (수명로 74/내발산동 750-5)
- 서울메디스테이트빌딩 (수명로 76/내발산동 750-4)
- 새롬프라자 (수명로 78/내발산동 750-2)
- 베스트프라자빌딩 (수명로 80/내발산동 750-1)
- 발산로얄타워 (수명로 82/내발산동 750)